# آبنبات

آبنبات Candy

آبنبات، به‌خصوص آب نبات شیرین، از مخلوط غلیظ شکر با آب به‌همراه افزودنی‌هایی خوش‌طعم‌کننده و رنگدهنده ساخته شده و بعضی مواقع منجمد می‌شود.
آبنبات‌ها نوعی قرص شیرین طعم دار هستند که از طعم دهنده‌های طبیعی و مصنوعی ساخته می‌شوند که علاوه بر شیرین کردن دهان نوعی تنقلات محسوب می‌شود که می‌توان در مهمانی‌ها ان را سرو کرد.
می‌توان با لعاب دادن سبزیجات و میوهها و مواد خشک توسّط شکر محصولات قندی تولید کرد.
از بعضی آبنبات‌ها بیشتر به عنوان خوشبوکننده دهان استفاده می‌شود؛ مانند آب نبات‌های تیک تک.

## واژه‌شناسی
در ایران واژه آبنبات از واژه بسیار کهن و اوستایی آپام نپات گرفته شده‌است که ایزدی در کتاب مقدس زرتشتیان، اوستا است.
آپام نپات یا اَپام نپات (آوانویسی: apām napāt) که به نام بُرز ایزد نیز خوانده شده‌است، از ایزدان کهن در اساطیر مردمان هندواروپایی از جمله مردمان آریایی است. آپام نبات در وداها به معنای خدای آب‌ها آمده و در اوستا با عنوان فرزند آب‌ها یا نوه آب‌ها از وی یاد شده‌است. او ایزد آب‌های زمینی، رودها، دریاچه‌ها، دریاها و چاه‌هاست. او آب‌ها را پخش می‌کند، نیرومند و بلند بالاست و دارندهٔ اسب تندرو است.
این اقتباس‌ها از اوستا بسیار رایج است طوری که بستنی مشهور دایتی نیز از رودی به همین نام در اوستا گرفته شده‌است.
در آمریکای شمالی آبنبات به مجموعهٔ متنوّعی گفته می‌شود که شامل آب نبات چوبی، آبنبات شکلاتی، آبنبات لیسی، آبنبات سرد، تافی، پاستیل، آدامس، نوعی شیرینی خمیر مانند به نام مارشمالو (marshmallows) و شیرین‌بیان، آبنبات ترش، آبنبات شور، آبنبات سخت و غیره است.
در خارج از آمریکای جنوبی نام ژنریک آبنبات همان موّاد شیرین و قندی (sweets or confectionery) است. (انگلستان، ایرلند، استرالیا، نیوزیلند، آفریقای جنوبی و دیگر کشورهای مشترک‌المنافع).
در آمریکای شمالی و انگلستان و استرالیا واژه Lollipop مربوط به نوع خاصی از شیرینی است که بر روی چوب قرار دارد.
همچنین واژهٔ کَندی (candy) در انگلستان مربوط به نوع خاصی از شیرینی‌های پشمالو است درحالی که در آمریکا و استرالیا به نام پشمک (cotton candy in North America and fairy floss in Australia) شناخته می‌شود.

## طبقه‌بندی
از نظر شیمیایی، قند آبنبات به‌طور گسترده به دو گروه تقسیم می‌شوند: آبنبات بلورین و آمورف است.
- آبنبات بلورین، سخت نیست کریستال از انواع موّاد معدنی است، امّا بافت آن از ساختار قند، تشکیل شده از طریق فرایند تبلور، که باعث می‌شود راحت تکّه شود، فوج، کرم، و فوندانت نمونه‌هایی از آبنبات بلورین هستند
- آبنبات آمورف ساختار کریستالی آشفته دارد. آن‌ها معمولاً دارای غلظت‌های بالاتر قند و بافت جویدنی، سخت و شکننده است. کارامل، سوهان مهره و تافی، نمونه‌هایی از آبنبات غیرمتبلور (آمورف) است.

## تولید

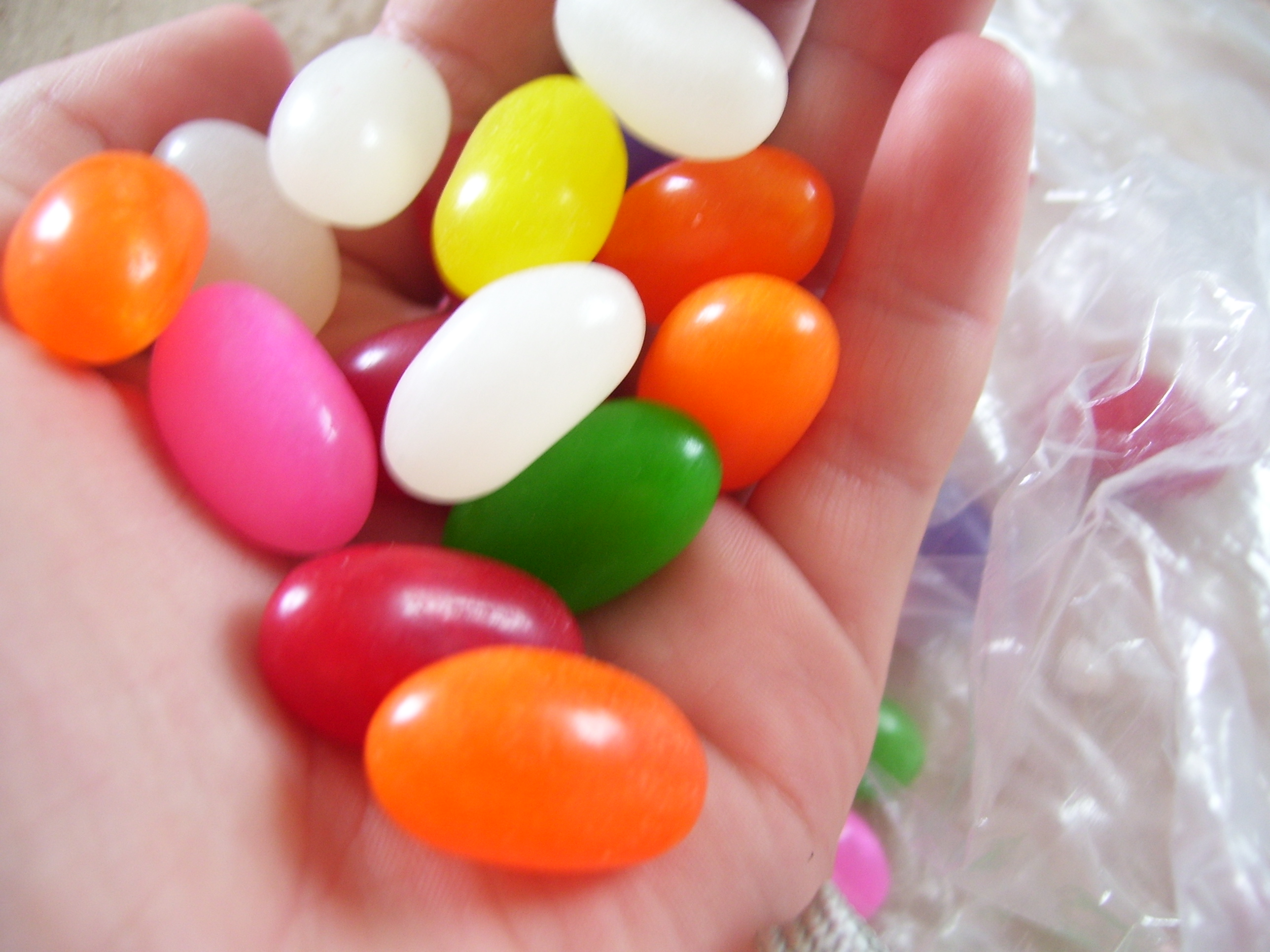
لوبیای ژله‌ای

برای تولید آبنبات ابتدا از حل شدن شکر در آب یا شیر شربت (نوشیدنی) درست می‌کنند. سپس برای رساندن به نقطه اشباع مطلوب یا کاراملی شدن (به‌صورت قند سوخته درآمدن) جوشانده می‌شود. موّاد مورد استفاده و مدّت زمان جوشانیدن به نوع آب‌نبات بستگی دارد. آبنبات در انواع بی‌نهایت متفاوت اعم از نرم و جویدنی یا سخت، ترد و شکننده درست می‌شود.
کارامل، تافی، فاج (آّبنبات نرم از کره و شیر و شکلات و غیره)، آبنبات مغزدار، به‌صورت قرص، آبنبات چسبناک، لوبیای ژله‌ای، نبات، آبنبات چوبی، پشمک، قرص نعناع، بادام‌زمینی ترد، شکلات پُر شده از کشمش یا بادام‌زمینی، و آبنبات لیسی تنها بخش مختصری از واژهٔ ژنریک کندی(candy) است.

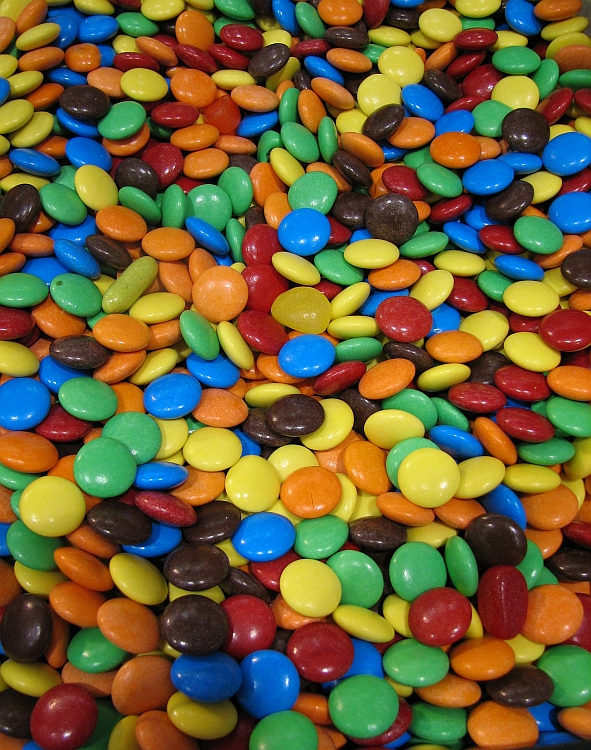
قرص‌های شکلاتی رنگارنگ

### مراحل شیرین‌سازی
ساختار پایانی مربوط به آبنبات بستگی به غلظت شکر دارد. در هنگام حرارت شربت و جوشانیدن، آب بخار شده و غلظت شکر بالا رفته و نقطه جوش بالا می‌رود. هر درجهٔ حرارتی با یک غلظت خاص برابری می‌کند.
به‌طور معمول حرارت بالا و غلظت بیشتر شکر باعث نولید آبنبات سخت، و حرارت کمتر باعث ساختن آبنبات نرم‌تر می‌شود.
این مراحل به قرار زیر هستند:
| مرحله                 | دما بر حسب °F | دما بر حسب °C | غلظت شکر |
| --------------------- | ------------- | ------------- | -------- |
| thread                | ۲۳۰–۲۳۳°F     | ۱۱۰–۱۱۱°C     | ۸۰٪      |
| soft ball             | ۲۳۴–۲۴۰°F     | ۱۱۲–۱۱۵°C     | ۸۵٪      |
| firm ball             | ۲۴۴–۲۴۸°F     | ۱۱۸–۱۲۰°C     | ۸۷٪      |
| hard ball             | ۲۵۰–۲۶۶°F     | ۱۲۱–۱۳۰°C     | ۹۲٪      |
| soft crack            | ۲۷۰–۲۹۰°F     | ۱۳۲–۱۴۳°C     | ۹۵٪      |
| hard crack            | ۲۹۵–۳۱۰°F     | ۱۴۶–۱۵۴°C     | ۹۹٪      |
| clear liquid          | ۳۲۰°F         | ۱۶۰°C         | ۱۰۰٪     |
| brown liquid (کارامل) | ۳۳۸°F         | ۱۷۰°C         | ۱۰۰٪     |
| burnt sugar           | ۳۵۰°F         | ۱۷۷°C         | ۱۰۰٪     |

نام‌های ذکرشده در بالا بر اساس فرایندهای گوناگون پیش از این‌که دماسنج دمای مطلوب را نشان دهد انجام می‌شود و مقداری از شربت را در آب سرد انداخته و عملکرد این تکّهٔ انداخته‌شده بررسی می‌شود.
یک رشتهٔ دراز از شکر thread نام دارد در حالی که یک تکّهٔ نرم و صاف مرحلهٔ توپ (ball) نامیده می‌شود و مرحله ترد و شکننده (crack) نیز بعد از آن پدید می‌آید.
این روش در حال حاضر در بعضی از آشپزخانه‌ها به‌کار می‌رود.
وقتی که دمای شربت به ۳۴۰ درجه فارنهایت یا بالاتر می‌رسد، مولکول شکر به قندهای ساده‌تر شکسته می‌شود و مادّهٔ کهربایی رنگی به نام کارامل درست می‌شود.

## مدّت نگهداری
زمان نگهداری از آبنبات از دو هفته تا یک سال است و اگر در جای خنک و خشک نگهداری نشود زودتر فاسد خواهد شد.

## سلامتی

### تاریخچه
آب نبات برای سلامتی بسیار مفید است وبه هضم غذا کمک می‌کند در قدیم ایرانی‌ها از آبنبات به عنوان غذایی مهم استفاده می‌کردند.
البته مصرف بیش از حد مساوی است با قند خون.

## کاربرد در سیاست
آبنبات به دست آوردن در مقابل درّ، کنایه از نتایجی در مذاکرات سیاسی است که دستاوردهای کوچک با شیرینی مقطعی در مقابل واگذار کردن امتیازات فراوان کسب شود.
این اصطلاح برای اولین بار برای توصیف معاهده سعدآباد به کار رفت.